# Pierre-Gabriel Buffardin

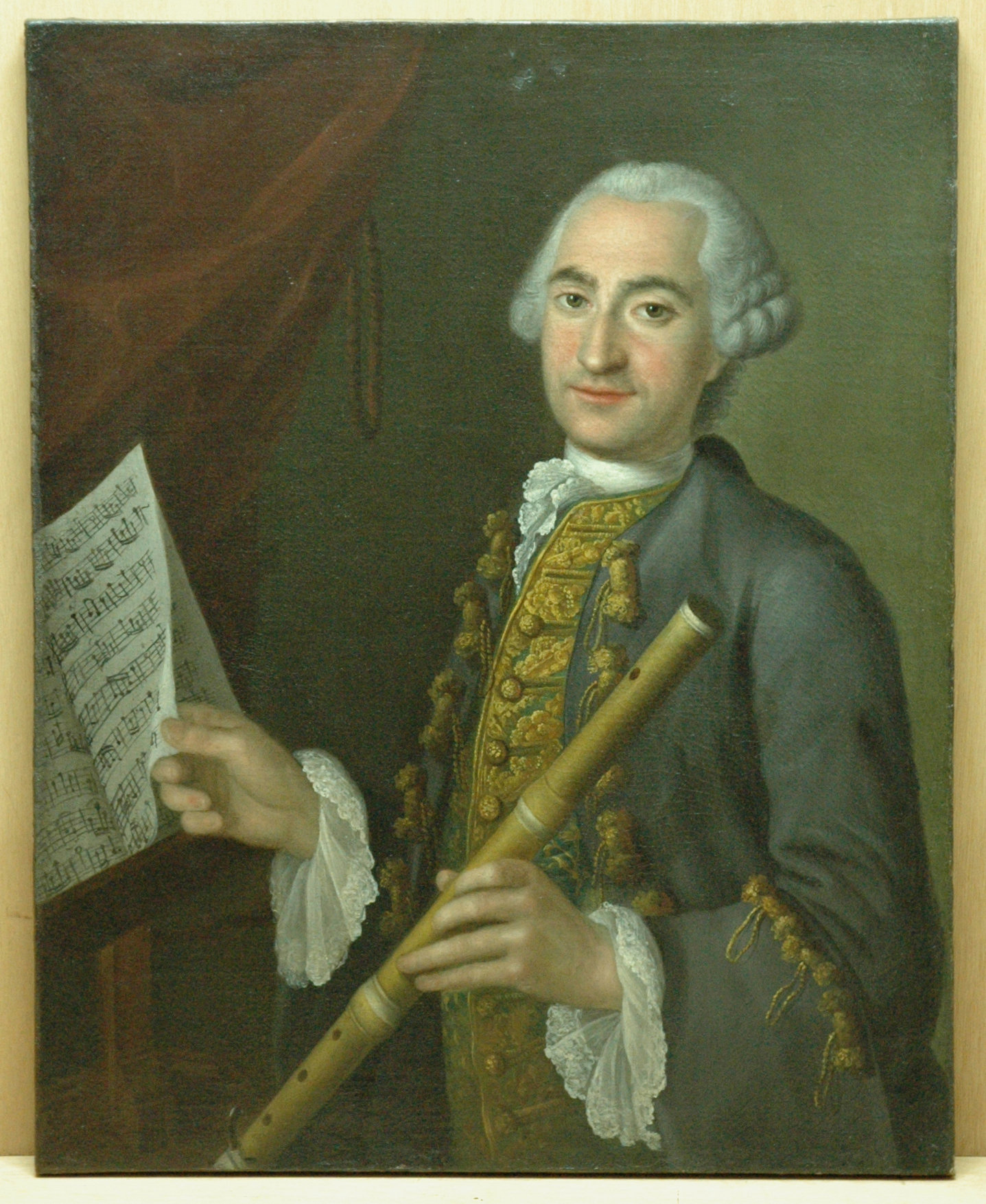
Pierre-Gabriel Buffardin

Pierre-Gabriel Buffardin (Toulon, 24 maart 1693 – Parijs, 13 januari 1768) was een Franse fluitist en componist uit de late barok. 
Hij werd fluitist aan het hof van de keurvorst van Saksen in Dresden van 1715 tot 1749. Hij moet daar goed bevallen zijn, want in 1741 werd zijn salaris verdubbeld. 
Hij was gedurende 4 maanden de leraar van Johann Joachim Quantz en van de broer van Johann Sebastian Bach, Johann Jacob Bach, die hij leerde kennen in Constantinopel. 
Buffardins Concerto à cinq in e klein schreef hij voor zijn virtuoze leerling Quantz, die van Buffardin zei: Il ne jouait que des choses rapides: car c'est en cela qu'excellait mon maître. (Hij speelt slechts snelle stukken, want dat is waarin mijn meester goed is.) 
- Bibliothèque nationale de France: cb13949338n (data)
- Gemeinsame Normdatei: 104099445
- International Standard Name Identifier: 0000 0000 8235 8831
- Library of Congress Control Number: n85231315
- Nationale Bibliotheek van Letland: 000295044
- MusicBrainz: 0acc7d96-8aee-4df4-bad0-12c517a0e2b9
- Nationale Bibliotheek van Tsjechië: xx0108420
- Nationale Bibliotheek van Israël: 987007390820605171
- Nederlandse Thesaurus van Auteursnamen: 15322097X
- Réseau des bibliothèques de Suisse occidentale: 02-A005179679
- SNAC: w69907vt
- Système universitaire de documentation: 263000338
- Virtual International Authority File: 54338244
- WorldCat: E39PBJrgKdq6cvmhYfbqgV7yh3